# Julian Zagórowski
Julian Tytus Zagórowski (ur. 4 stycznia 1890 w Tyczynie, zm. 11 czerwca 1967 w Katowicach) – polski prawnik, dyrektor Polskich Kopalni Skarbowych „Skarboferm”, działacz społeczny.

## Życiorys
Urodził się 4 stycznia 1890. W 1909 ukończył III Gimnazjum im. Króla Jana Sobieskiego w Krakowie, następnie studia prawnicze, uzyskując tytuł naukowy doktora.
Pracował w polsko-francuskiej spółce akcyjnej Polskie Kopalnie Skarbowe na Górnym Śląsku Spółka Dzierżawna S.A. w Katowicach „Skarboferm”. W jej ramach był szefem działu administracyjnego (od 1929 do 1939. Pełnił funkcję zastępcy dyrektora oraz został dyrektorem Polskich Kopalń Skarbowych.
Działał społecznie. Został działaczem Ligi Obrony Powietrznej Państwa (później Liga Obrony Powietrznej i Przeciwgazowej). W 1924 i 1927 został członkiem zarządu Śląskiego Komitetu Wojewódzkiego L.O.P.P., w 1926 skarbnikiem, od 1934 do 1939 sprawował stanowiska prezesa Komitetu Miejskiego  L.O.P.P. w Królewskiej Hucie (po zmianie nomenklatury i przemianowaniu nazwy miasta – od 1934 prezesem Obwodu Miejskiego w Chorzowie. W 1936 był członkiem założycielem Towarzystwa Popierania Wyższych Studiów Nauk Społeczno-Gospodarczych. Był prezesem Zarządu Towarzystwa Przyjaciół Teatru Polskiego w Katowicach, przewodniczącym Zarządu Towarzystwa Stadionu Sportowego Wychowania Fizycznego i Przysposobienia Wojskowego w Królewskiej Hucie, skarbnikiem Śląskiego Wojewódzkiego Obywatelskiego Komitetu Zimowej Pomocy Bezrobotnym. Od 1945 do 1948 był członkiem Wojewódzkiej Rady Łowieckiej w Katowicach
Po II wojnie światowej pełnił funkcję dyrektora naczelnego Bytomskiego Zjednoczenia Przemysłu Węglowego, przewodniczącego Zarządu Spółki Brackiej w Tarnowskich Górach od 1945 do 1948. W 1960 odszedł na emeryturę, po czym był zatrudniony w Radzie Techniczno-Gospodarczej przy Centralnym Zarządzie Przemysłu Węglowego, Centralnym Zarządzie Budownictwa Węglowego, Zjednoczeniu Budowlano-Montażowym Przemysłu Węglowego.
Miał dwóch braci: Zygmunta i Adama. Zygmunt pełnił funkcje naczelnika Wydziału Administracyjnego oraz dyrektora Departamentu Szkolnictwa Średniego Ministerstwa Wyznań Religijnych i Oświecenia Publicznego. Został rozstrzelany przez Niemców podczas powstania warszawskiego. Adam, adwokat w Pucku, zginął w 1940 w obozie koncentracyjnym w Mauthausen.
Był żonaty z Elfrydą Pauliną z Urbanów (ur. 1898), dzieci nie mieli.

## Ordery i odznaczenia
- Krzyż Komandorski Orderu Odrodzenia Polski (11 listopada 1937)[7]
- Krzyż Kawalerski Orderu Odrodzenia Polski (28 lutego 1948)[8]
- Złoty Krzyż Zasługi (dwukrotnie: 13 maja 1933[9], 26 kwietnia 1946[10])
- Złota Odznaka Honorowa Ligi Obrony Powietrznej i Przeciwgazowej I stopnia